# İsmail YK
Ismail YK, volledige naam İsmail Yurtseven (Hamm, 5 juli 1978), is een Turkse- Duitse popzanger en componist. YK staat voor Yurtseven Kardeşler, oftewel de "gebroeders Yurtseven", de muziekgroep waarvan hij aan het begin van zijn carrière deel uitmaakte.

## Biografie
İsmail YK is de jongste in het gezin Yurtseven. Hij heeft drie oudere broers en een zuster, met wie hij de band Yurtseven Kardeşler vormde. Deze band begon als een amateurgezelschap, dat rondreisde door Duitsland alwaar het gezin indertijd woonde. Tussen 1985 en 1987 brachten ze in eigen beheer twee albums uit, maar de doorbraak kwam met een optreden in het ZDF programma "Nachbarn in Europa". Er werden vervolgens enkele redelijk succesvolle albums uitgebracht, waaronder Bir Tek Sen/Barış Olsun in 1998, Toprak in 2000 (beiden op het (op het Akbaş Müzik label), en vervolgens De Bana/Of Anam Of in 2001 (voor het Akbaş Müzik/Türküola label).
In 2004 kregen de Yurtseven Kardeşler een contract met het grotere Avrupa Müzik label, en de daaropvolgende albums Şimdi Halay Zamanı uit 2004 en Seni Hiç Aşık Oldun Mu? uit 2007 hadden een enorm succes in Turkije. Daarnaast begon Ismail YK aan zijn solocarrière.

## Solo
Ismail YK werd in 2004 zeer populair door het in mei van dat jaar uitgebrachte soloalbum Şappur Şuppur. De eerste single daarvan was 'Üfle' met een zich in het jaar 2123 afspelende videoclip. Van het album werden er in Turkije en Duitsland meer dan een miljoen exemplaren verkocht, hetgeen het tot het meest verkochte album in Turkije van dat jaar maakte. 
In mei 2006 bracht Ismail zijn tweede soloalbum Bombomba.com uit, waarvan er 600,000 exemplaren verkocht werden, hetgeen hem voor een tweede keer de bestverkopende artiest van Turkije maakte. In mei 2008 kwam zijn derde soloalbum Bas Gaza uit dat in juni-juli 2008 7 weken op de eerste plaats in de Turkse top 20 stond. In februari 2009 kwam zijn album Haydi Bastir uit; ook dat stond maandenlang op de eerste plaats.

## Discografie Yurtseven Kardeşler

### Bir Tek Sen/Barış Olsun
Label: Akbaş Müzik
Verschenen: 1996
Tracks:
- Barış Olsun
- Gitme Turnam
- Leylim Leyli
- Sevgilim
- Ah Le Aney
- Yalansın Dünya
- Züleyha
- Halay
- Gel Oyna
- Seninle
- Güzel Yarim
- Görmek İsterim
- Hey Sende Gel (Dance)
- Hazır Mısın (Techno)
- Bir Tek Sen
- Misket

### Toprak
Label: Akbaş Müzik
Verschenen: 1998
Tracks:
- Hop De Bakim
- Ağlarım
- Cankız
- Canın Çıksın (İnsafsız)
- Toprak
- Halayımız Bitmesin
- Kalmadı
- Hoşuma Gittin
- Kıskanırım
- Sev Sev
- Kaçır Beni
- Çek Git
- Hüdayda

### De Bana/Of Anam Of
Label: Akbaş Müzik/Türküola
Verschenen: 2001
Tracks:
- De Bana
- Yalanmış
- Hayatımı Mahvettin
- Tek Tek Saydım
- Uzun İnce Bir Yoldayım
- Dostluk Halayı
- Selam Karadenize
- Elveda
- Of Anam Of
- Gitme Canım
- Veremem Seni
- Ali Babanın Çiftliği
- Özledim
- Zühtü
- Elveda (Instrumental)

### Şimdi Halay Zamanı
Verschenen: 2005
Label: Avrupa Müzik

### Seni Hiç Aşık Oldun Mu?
Verschenen: 2007

## Soloalbums
- Sappur Suppur (2004)
- Bombabomba.com (2006)
- Bas Gaza (2008)
- Bas Gaza Türkiyem (2008)
- Haydi Bastir (2009)
- One Minute (2011)
- Metropol (2012)
- Kiyamet (2015)
- Tansiyon (2018)

## Singles en video's
- 2004: Üfle
- 2004: Şappur Şuppur
- 2004: Nerdesin
- 2004: Son Defa
- 2005: Tıkla
- 2005: İsterim Seni
- 2006: Bombabomba.com
- 2006: Allah Belanı Versin
- 2006: Git Hadi Git
- 2007: Bu Şarkının Sözleri Yok
- 2007: Şekerim
- 2008: Bas Gaza
- 2008: Yar Gitme
- 2008: Bir numara
- 2009: Haydi Bastir
- 2010: Cilgin
- 2010: Neden
- 2010: Kudur Baby
- 2010: Dokuz Mevsim
- 2011: One Minute